# 修士・博士一貫教育
修士・博士一貫教育（しゅうし・はくしいっかんきょういく）とは、大学がその大学または他校の大学院と連携し、修士課程と博士課程を標準修業年限の5年程度で修了することができるようにする制度である。法務博士・法学博士一貫教育もこの項で詳述する。

## 海外の実例
ノースウェスタン大学のロースクールプログラムには、法務博士・法学博士一貫教育が存在する。取得に6年かかる。
コロンビア大学の音楽学部作曲科を含め、多くのアメリカの大学には修士・博士一貫教育が準備されているところが多い。たいていは5年である。
アメリカ合衆国の大学院数学科は、一切の例外のない修士・博士一貫教育である。この場合、修士は博士号を取得できなかった人物の証明である。

## 日本の実例
修士・博士一貫課程は、日本にも浸透しつつある。